# كودي ديكر
كودي ديكر (بالإنجليزية: Cody Decker)‏ هو لاعب كرة قاعدة أمريكي، ولد في 17 يناير 1987 في سانتا مونيكا في الولايات المتحدة.

## وصلات خارجية
- كودي ديكر على موقع دوري كرة القاعدة الرئيسي (الإنجليزية)
- كودي ديكر على موقعبيزبول رفرنس.كوم (الدوري الرئيسي) (الإنجليزية)
- كودي ديكر على موقعبيزبول رفرنس.كوم (الدوري الثانوي) (الإنجليزية)
- كودي ديكر على موقع إي إس بي إن.كوم (أم.أل.بي) (الإنجليزية)
- كودي ديكر على موقع مشجعي الرسوم البيانية (الإنجليزية)
- كودي ديكر على موقع IMDb (الإنجليزية)